# 鳴門町三ツ石
鳴門町三ツ石（なるとちょうみついし）は、徳島県鳴門市の大字。大毛島内に位置する。郵便番号は772-0052。

## 地理
鳴門市の東部、大毛島の南西部に位置する。東の鳴門町土佐泊浦との間には三ツ石山（芙蓉山）がある。北はスクノ海に面している。
西の鳴門町高島字中島（高島）との間には間水尾（あいの水尾川）と呼ばれる水路が地内西部を南北に通る。撫養町地区へ出るには鳴門町高島を経由して市営黒崎渡船を利用するか、小鳴門橋を通行する方法がある。
鳴門教育大学の開校に伴い、昭和59年から鳴門市営バス・徳島バスが運行するようになった。かつては製塩が盛んであったが、鳴門市鳴門町土地区画整理組合のもとで土地構造が行われ、塩田は失われていった。

### 山岳
- 三ツ石山

### 河川
- あいの水尾川

### 海洋
- スクノ海

### 小字
- 江尻山
- 八軒浜
- 芙蓉山下
- 南大手

## 歴史
江戸期から町村制の施行された（明治22年）にかけて板東郡および板野郡の村であった。寛文4年より板野郡に属した。明治22年に同郡鳴門村、昭和15年に鳴門町の大字となった。昭和22年3月には鳴南市、同年5月より現在の鳴門市の字名となる。

### 地名の由来
三ツ石西北の海浜に3つの大きな石があったことによる。なお、3つの石は塩田の妨げになるため破壊され現存していない。

## 世帯数と人口
2022年（令和4年）7月31日現在の世帯数と人口は以下の通りである。
| 町丁         | 世帯数  | 人口    |
| ------------ | ------- | ------- |
| 鳴門町三ツ石 | 616世帯 | 1,252人 |

## 小・中学校の学区
市立小・中学校に通う場合、学区は以下の通りとなる。
| 番地 | 小学校               | 中学校             |
| ---- | -------------------- | ------------------ |
| 全域 | 鳴門市立鳴門西小学校 | 鳴門市立鳴門中学校 |

## 交通

### 道路
都道府県道
- 徳島県道11号鳴門公園線

### バス
徳島バス
- 三ツ石口

## 施設
- 鳴門市鳴門中学校
- 法勝寺 - 阿波西国三十三観音霊場17番札所。